# Wash Westmoreland

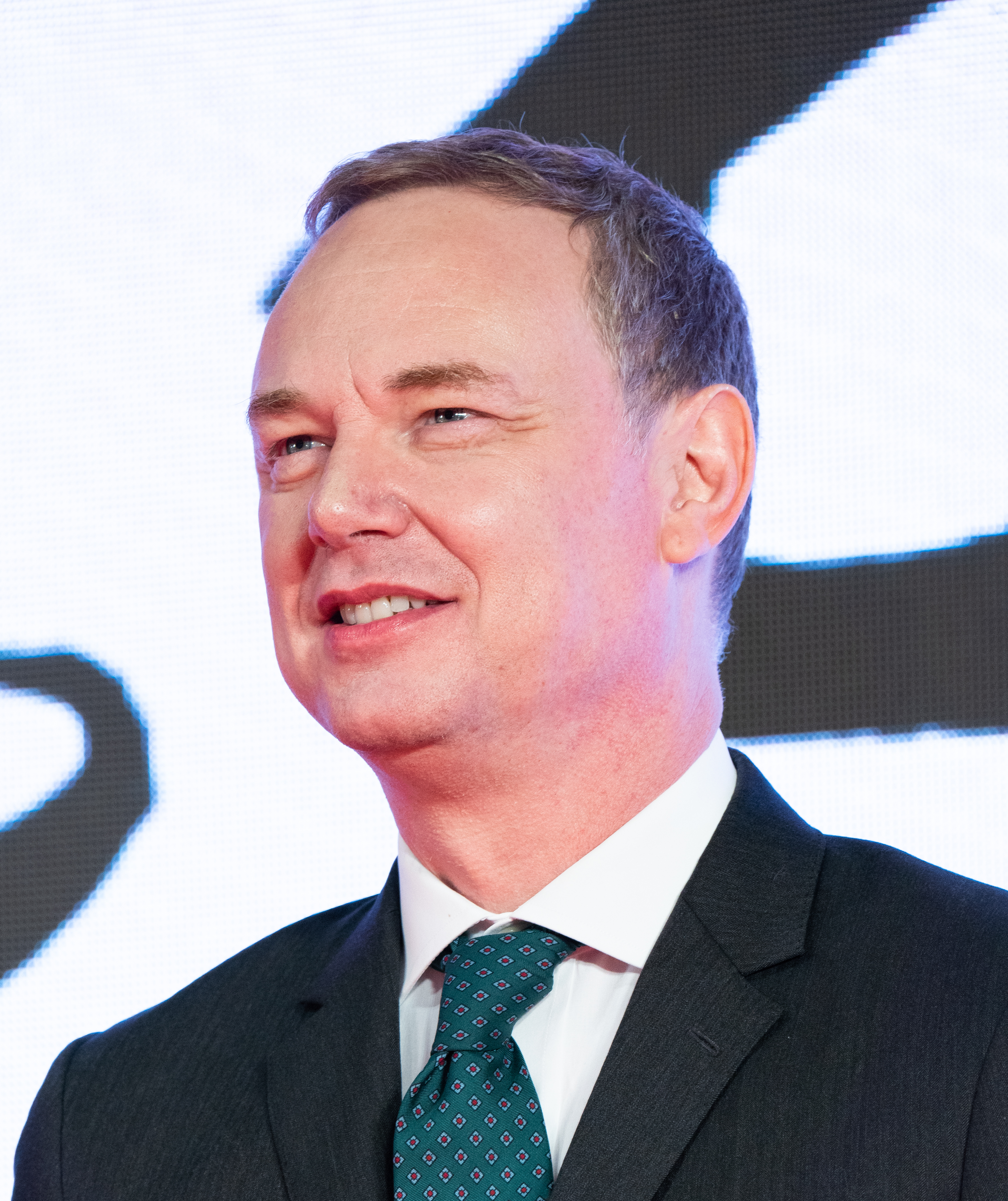
Wash Westmoreland (2019)

Wash Westmoreland, eigentlich Paul Andrew Westmoreland (* 4. März 1966 in Leeds, England), ist ein US-amerikanischer Filmproduzent, Filmregisseur und Drehbuchautor.

## Leben
Westmoreland wurde 1966 in Leeds geboren. Nach seiner Schulzeit studierte Westmoreland Politik und ostasiatische Wissenschaft an der University of Newcastle-upon-Tyne sowie an der Universität Fukuoka in Japan und graduierte 1990.
Danach wanderte Westmoreland 1992 in die Vereinigten Staaten aus. Zunächst lebte Westmoreland in New York City, dann zog er nach New Orleans und wechselte dann nach Los Angeles, wo er in der Filmbranche tätig wurde. Bei dem Filmregisseur Bruce LaBruce arbeitete Westmoreland zunächst als Kameraassistent im Film Hustler White. In den folgenden Jahren drehte Westmoreland Pornofilme und schrieb dazu die Drehbücher, beispielsweise Naked Highway, Toolbox und Dr Jerkoff und Mr Hard. Der Pornofilm Naked Highway erhielt 1997 den Adult Erotic Gay Video Award und 1988 den AVN Award. 1999 drehte Westmoreland den Film Animus für All World Video mit den Pornodarstellern Blake Harper und Thomas Lloyd.
2001 drehte Westmoreland mit seinem Lebensgefährten und späteren Ehemann Richard Glatzer (1952–2015) den Independent-Film The Fluffer. Im gleichen Jahr drehte Westmoreland den Film The Devil is a Bottom, der 2001 einen GayVN Award für Best Sex Comedy erhielt. Weitere Pornofilme wie Seven Deadly Sins Gluttony für All Worlds Video und The Hole für Jet Set Productions folgten. Diese beiden Filme erhielten mehrere GayVN Awards.
Erneut mit Richard Glatzer drehte und produzierte Westmoreland 2006 den Film Der 15. Geburtstag, auch bekannt Echo Park L.A. (Quinceañera), und war in einem Kurzauftritt in dem Film Velvet Goldmine von Todd Haynes zu sehen. In den 2000er Jahren startete Westmoreland eine VH1 Show Totally Gay über die Entwicklung der schwulen Kultur von 1993 bis 2003. Westmoreland drehte des Weiteren eine Dokumentation Gay Republicans über die Organisation Log Cabin Republicans.
Als letzte Arbeiten gemeinsam mit seinem an ALS erkrankten Partner Richard Glatzer entstanden 2013 der Spielfilm The Last of Robin Hood über die letzten Tage im Leben von Errol Flynn und 2014 Still Alice – Mein Leben ohne Gestern, für den Hauptdarstellerin Julianne Moore einen Oscar erhielt.
Ende Juni 2020 wurde Wash Westmoreland ein Mitglied der Academy of Motion Picture Arts and Sciences.
Westmorelands Bruder Michael John „Micko“ Westmoreland (* 1969) ist Musiker und komponiert gelegentlich Filmmusiken.
Wash Westmoreland lebt in Kalifornien.

## Filmografie (Auswahl)
unter seinem Namen Wash Westmoreland
- 1996: Hustler White, Schauspieler, Kameraassistent
- 1998: Velvet Goldmine, Schauspieler
- 2001: The Fluffer, Drehbuchautor, Ko-Regisseur
- 2003: Totally Gay, Regisseur (für VH-1)
- 2004: Gay Republicans, Drehbuchautor, Regisseur
- 2006: Echo Park L.A. (Quinceañera), Ko-Drehbuchautor, Ko-Regisseur
- 2013: Mein Leben mit Robin Hood, Ko-Drehbuchautor, Ko-Regisseur
- 2014: Still Alice – Mein Leben ohne Gestern (Still Alice), Ko-Drehbuchautor, Ko-Regisseur
- 2017: Z: The Beginning of Everything (Fernsehserie, 2 Episoden, Regisseur)
- 2018: Colette, Drehbuchautor, Regisseur
- 2019: Wo die Erde bebt (Earthquake Bird), Drehbuchautor, Regisseur

unter seinem Pseudonym Wash West
- 1995: Squishy Does Porno, Drehbuchautor, Regisseur
- 1996: Taking the Plunge!, Drehbuchautor, Regisseur
- 1996: Dr Jerkoff and Mr Hard, Drehbuchautor, Regisseur
- 1997: Naked Highway, Drehbuchautor, Regisseur
- 1998: Toolbox, Drehbuchautor, Regisseur
- 1999: Technical Ecstasy, Drehbuchautor, Regisseur
- 1999: Animus, Drehbuchautor, Regisseur
- 2001: Seven Deadly Sins: Gluttony aka The Porno Picture of Dorian Gray, Drehbuchautor, Regisseur
- 2002: Rubber is Natural, Regisseur
- 2003: The Hole, Drehbuchautor, Regisseur

unter seinem Pseudonym Bud Light
- 1998: Red Hot and Safe, Filmproduzent
- 1999: Lost Exit, Filmproduzent
- 2000: Florida Erection, Filmproduzent
- 2000: The Devil is a Bottom, Filmproduzent
- 2000: Brothers in Arms, Filmproduzent
- 2002: Porn Academy, Filmproduzent
- 2004: Jet Set Direct: Take One, Filmproduzent (eine Szene nur)
- 2005: Jet Set Direct: Take Two, Filmproduzent (eine Szene nur)

## Preise und Auszeichnungen (Auswahl)
- Großer Preis der Jury und Publikumspreis auf dem Sundance Film Festival 2006 für Echo Park L.A. (Quinceañera, gemeinsam mit Richard Glatzer)
- GayVN Awards[2]
- Grabby Awards
- Independent Spirit's Cassavetes Award[3]